# Marchantia subandiana
Marchantia subandiana là một loài Rêu trong họ Marchantiaceae. Loài này được Spruce mô tả khoa học đầu tiên năm 1885.